# Bacanius subcarinatus
Bacanius subcarinatus är en skalbaggsart som beskrevs av Wenzel och Dybas 1941. Bacanius subcarinatus ingår i släktet Bacanius och familjen stumpbaggar. Inga underarter finns listade i Catalogue of Life.